# اربون، سوئیس
شهر اربون  در بخش اربون در ایالت تورگو در کشور سوئیس واقع شده‌است که ۱۳٬۱۰۰ نفر جمعیت دارد.

## نگارخانه

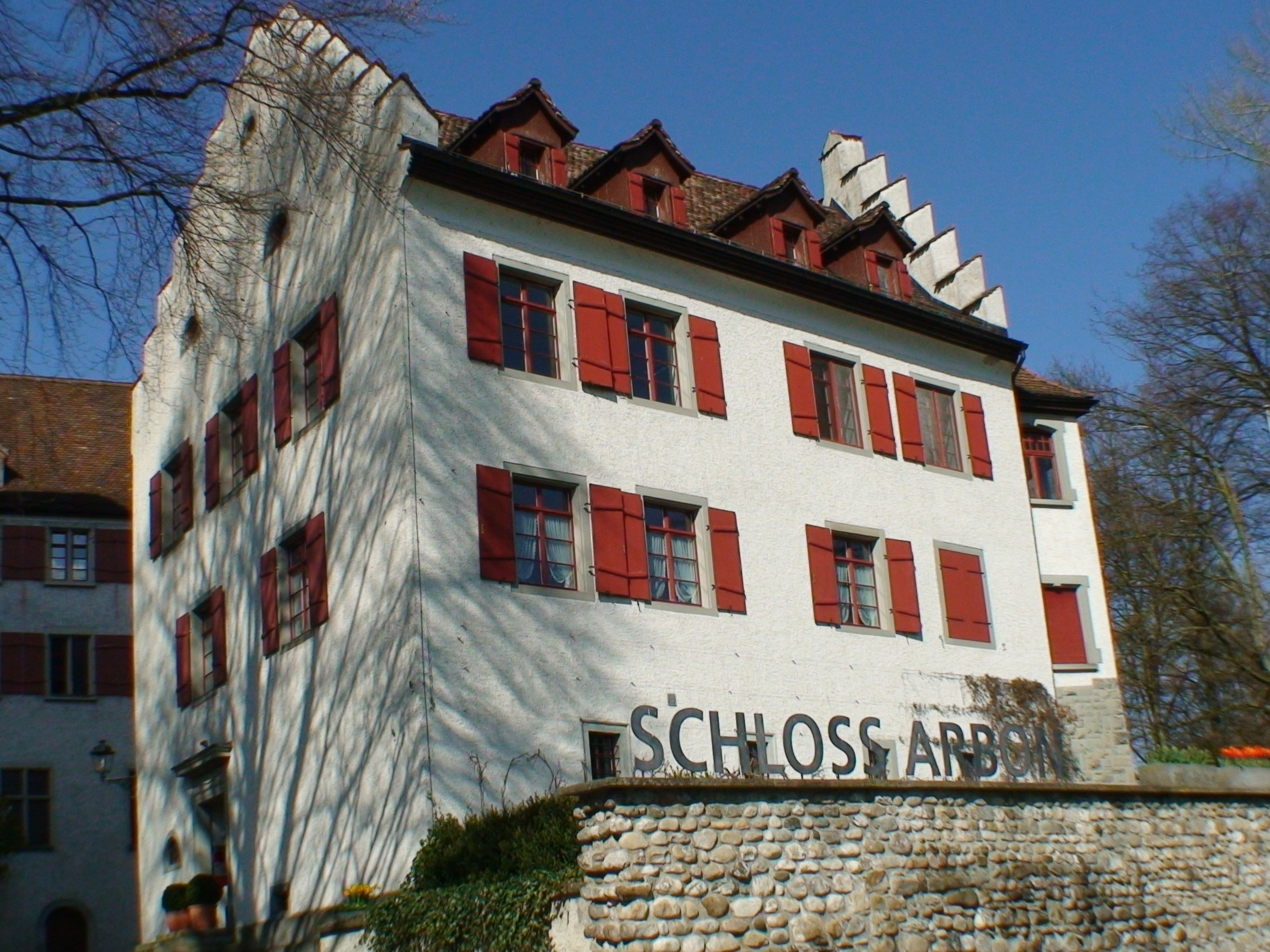
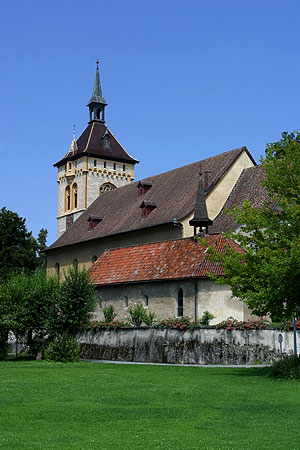
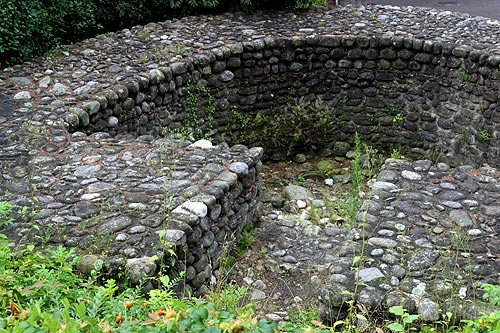